# Azimut Hotels
Azimut Hotels — российская гостиничная сеть, основанная в 2004 году Александром Клячиным.
По состоянию на 2022 год в сеть входят более 50 отелей категорий 3, 4 и 5 звёзд, которые расположены в России, Германии, Австрии и Израиле, а также 18 российских санаториев. Сеть управляет объектами, находящимися в собственности, на основании контракта на управление и франшизу и на правах долгосрочной аренды. Суммарный номерной фонд — около 12 тысяч номеров.

## История
История гостиничной сети Azimut Hotels началась в 2004 году. Тогда российский инвестор Александр Клячин приобрел первый отель в Самаре, позднее в том же году им были приобретены отели в Костроме и Уфе, а собственно сеть была основана позже — в 2006 году.
В 2006 году под брендом Azimut Hotels были объединены семь отелей на территории России: в Самаре, Уфе, Костроме, Санкт-Петербурге, Владивостоке, Астрахани и Мурманске. Во всех отелях были введены единые стандарты обслуживания и общая корпоративная культура.
В 2007 году компания стала одной из крупнейших гостиничных сетей на российском рынке: её оборот составил 54 млн долларов США с годовым темпом прироста 30 %.
Azimut Hotels стала первым российской отельным брендом на европейском рынке: в неё были включены отели в городах Германии и Австрии: в Берлине, Дрездене, Кёльне, Мюнхене, Нюрнберге, Эрдинге и Вене. Отели были переданы на основании договоров управления, владения и франшизы (сроком на 20—25 лет). Европейский офис компании размещён в Берлине.
В 2010 году к сети присоединены гостиницы в Новосибирске (Azimut Отель Новосибирск, приобретение в собственность) и в Воронеже (находится под управлением компании). В 2011 году в сеть включён отель в Нижнем Новгороде, в этом же году российское и европейское подразделения компании объединились в единую структуру с главным офисом в Москве.
В 2012 году был открыт первый отель сети в Москве, в реставрированном здании бывшей Даниловской мануфактуры 1881 года постройки. Ставший первым московским лофт-отелем, через несколько месяцев он был включён в список лучших мест столицы по версии телеканала CNN, в 2013 году занял первое место в списке 94 московских гостиниц в категории 3* на сайте Booking.com и стал лауреатом премии Russian Hotel Awards Moscow в номинации «Открытие года».
В 2013 году компания получила долгосрочные контракты на управление возведённым к Зимней Олимпиаде в Сочи крупным гостиничным комплексом (на 3,6 тыс. номеров, из них 720 номеров были переданы для нужд детского развивающего центра).
В этом же году была начата реновация отелей в Санкт-Петербурге, Уфе, Воронеже, Мурманске, Мюнхене и Владивостоке в соответствии с новой концепцией дизайна.
В октябре 2013 года Azimut Hotels получила звание лучшей деловой гостиничной сети по версии премии Business Travel & MICE Award. На должность генерального директора Azimut Hotels был принят Вальтер Нойманн, ранее занимавший должность генерального директора отелей «Астория» и «Англетер» (Rocco Forte Hotels) в Санкт-Петербурге.
В декабре 2013 года один из крупнейших московских отелей Renaissance Отель Олимпик (496 номеров) на Олимпийском проспекте перешёл от Marriott International в управление Azimut Hotels, став вторым отелем категории 4* в сети. Он получил название Azimut Сити Отель Олимпик Москва.
В сентябре 2014 года после реконструкции открылось самое высокое здание Заполярья — гостинично-деловой центр «Арктика», где находится Azimut Сити Отель Мурманск на 186 номеров. Одновременно после реновации был открыт Azimut Сити Отель Санкт-Петербург на Лермонтовском проспекте.
В марте 2015 года Azimut присоединилась к программе China Friendly, направленной на создание комфортной среды для китайских туристов. Первыми в программе приняли участие Azimut Сити Отель Олимпик Москва и Azimut Сити Отель Владивосток.
В апреле 2015 года к сети присоединён второй объект в Вене — гостиница «Vienna Delta» на 180 номеров в центральном районе города. В мае 2015 года после реновации открылся Azimut Сити Отель Владивосток на 378 номеров, ставший самым крупным на Дальнем Востоке.
В январе 2016 года началась реконструкция выкупленной двумя годами ранее гостиницы «Белград» в Москве. В этом же году после реновации были открыты Azimut Сити Отель Воронеж и Azimut Сити Отель Астрахань — крупнейшие в своих городах.
В сентябре 2016 года Azimut Hotels победила в двух номинациях премии Business Traveller Russia and CIS Awards 2016 — «Лучшая сеть в России и СНГ» и «Лучший бизнес-отель Дальневосточного региона». Во второй номинации первенство присуждено Azimut Сити Отель Владивосток. Затем в состав сети вошли два отеля горного курорта «Роза Хутор» в Сочи: Azimut Апартаменты Вальсет Роза Хутор и Azimut Парк Отель Фристайл Роза Хутор.
В июне 2017 года Azimut стала оператором крупной гостиницы «Полярная Звезда» в центре Якутска. В августе после реновации открылся Azimut Отель Вена. В ноябре 2017 года Azimut Hotels вновь стала лучшей по версии премии Business Traveller Russia and CIS Awards: победив в номинации «Лучшая сеть отелей в России и СНГ». Azimut Сити Отель Владивосток второй год подряд победил в номинации «Лучший бизнес-отель Дальневосточного федерального округа».
В декабре 2017 года состоялось открытие Azimut Сити Отель Смоленская Москва. Мероприятие было посвящено завершению реновации бывшей гостиницы «Белград». В отеле 474 номера различных категорий. Также в декабре был открыт новый отель на 107 мест на набережной Енисея в центре Кызыла, столицы Республики Тыва. В конце года сеть Azimut Hotels начала работать с отелем «Кристалл» в Кемерово. Aimut Отель Кемерово был открыт 1 марта 2018 года в центре города.
В апреле 2018 года Azimut Hotels получила в управление гостиничный комплекс в городе Переславле Ярославской области. Azimut Отель Переславль состоит из двух корпусов — «Forest» на 203 номера и «Sky» на 150 номеров. Также в комплекс входят 26 коттеджей.
Летом 2018 года в Туапсе заработал Azimut Парк Отель Прометей Небуг. Комплекс находится в зелёной зоне посёлка Небуг. Отель состоит из двух корпусов и нескольких отдельно расположенных коттеджей, общая вместимость комплекса — 600 человек. Также 2018 году открылись трехзвездочные отели в городе Мирный (83 номера), в Пензе (160 номеров) и Нальчике (74 номера).
Весной 2019 года состоялось открытие отеля возле Астрахани — Azimut Парк Отель Волга Астрахань. Тогда же под управление сети Azimut перешла гостиница Medi Terre на 60 номеров в израильской Нетании, на берегу Средиземного моря. В сентябре 2019 под управление Azimut перешли отели в Угличе (47 номеров) и Ростове Великом (51 номер). В ноябре Azimut Hotels приняла участие в программе «Развитие регионов. Лучшее для России — 2019». В рамках форума состоялось награждение победителей в 24 категориях. Azimut Hotels стала лауреатом в категории «Туризм и отдых» и названа «Лучшей сетью отелей в России». В декабре 2019 года к гостиничной сети Azimut был присоединён 4х-звёздочный отель в центре Ярославля на 118 номеров. В конце года Azimut Hotels получила звание «Лучшего гостиничного бренда средней категории в России и СНГ» по версии премии Buying Business Travel Awards Russia & Cis 2019. В 2019 году Azimut Hotels показала выручку 8,5 млрд рублей.
5 ноября 2020 года оргкомитет «Национальной гостиничной премии» объявил победителей общероссийского конкурса. Отели сети Azimut Hotels были признаны лучшими в двух номинациях: «Лучший семейный отель» — Azimut Парк Отель Переславль. В номинации «Лучшая инфраструктура для людей с ограниченными возможностями» победителем стал Azimut Парк Отель Фристайл Роза Хутор.
24 ноября 2020 года Azimut Hotels приобрела 18 санаториев в Краснодарском крае, Ставрополье, на Алтае, в Поволжье, в Московской и Калининградской областях и приступила к адаптации объектов к собственным стандартам. Общая площадь санаторных объектов — 100 гектаров.
В апреле 2021 года к сети присоединился Метрополь Гранд Отель Геленджик, пятизвёздочный отель на Черноморском побережье России на 380 номеров.
21 мая 2021 года в Музейном квартале Тулы состоялось открытие первого отеля сети в регионе. Он располагает 44 номерами. В октябре того же года Azimut Hotels получила звание «Лучшей гостиничной управляющей компании в России» по версии премии World Travel Awards 2021, а в номинации «Лучший городской отель России» победил Azimut Сити Отель Смоленская Москва. В ноябре Azimut Сити Отель Олимпик Москва был удостоен федеральной премии Russian Business Travel & MICE Award в номинации «Лучшая конгрессная гостиница Москвы категории 4*». До конца года были открыты новые отели: во Франкфурте и в Хабаровске. По итогам 2021 года выручка сети составила 14 млрд рублей.
В марте 2022 года был открыт отель на 177 номеров в деловом центре Тобольска, который получил название Azimut Отель Тобольск. В апреле 2022 года сеть начала ребрендинг, в результате которого появились 4 суббренда во главе с мастер-брендом Azimut Hotels, а также отдельные бренды Metropol и А-Отель. Ребрендинг призван дифференцировать существующие и будущие объекты сети по ориентации на семейный отдых, деловые поездки и санаторно-курортное лечение.
- Azimut Сити — как правило, четырёхзвёздочные отели, расположенные в центре городов, отели более высокого уровня[55];
- Azimut Парк — загородные отели для семейного отдыха и корпоративных выездов[55];
- Azimut Отель — бывшие «советские» и региональные гостиницы на 3 или 4 «звезды» различного профиля[55];
- Azimut Здоровье — санатории, оснащённые лечебной базой[55];
- A-Отель — бюджетные гостиницы на 2-3 «звезды»[54][55][56].

В мае 2022 года в Москве был открыт ещё один отель — Azimut Отель Дербеневская Москва, у Павелецкой площади, на 129 номеров. Также в мае состоялось открытие первой гостиницы сети в Дагестане — Azimut Парк Отель Каспийск.
В июне этого же года Azimut Hotels получила награду Buying Business Travel Awards в категории «Гостеприимство». Летом в сеть были включены Azimut Отель Ульяновск — на базе бывшей гостиницы «Венец» (после реновации в ней будет 200 номеров), а также два отеля в Екатеринбурге у аэропорта Кольцово, Azimut Сити Отель Аэропорт Екатеринбург и A-Отель Лайнер Аэропорт Екатеринбург, с общим номерным фондом 365 номеров.
В августе 2022 года был подписан договор между Azimut Hotels и застройщиком ООО «Парадиз-Синема» об управлении новым отелем в Сочи. Открытие четырёхзвёздочного отеля на 138 номеров Azimut Парк Отель Лоо запланировано на 2023 год на территории многофункционального комплекса Loo Resort & Spa.
В марте 2023 года был открыт новый отель в Москве — Azimut Сити Отель Комсити Москва с номерным фондом 150 номеров, который расположен в офисном парке Comcity на юго-западе города.

## Собственники и руководство
- Основной владелец сети и председатель совета директоров:
  - Александр Клячин, который также владеет московской гостиницей «Метрополь»[62] и девелоперской компанией KR Properties[63].
- Генеральный директор:
  - c декабря 2018 года — Максим Бродовский, с 2017 года занимавший пост операционного директора сети[64].
  - 2013—2018 — Вальтер Нойман, ранее работавший в сети Rocco Forte Hotels гендиректором санкт-петербургских гостиниц «Астория» и «Англетер»[65];
  - 2011—2013 — голландец Ремко Герритсен, в 2010—2011 годы руководивший западноевропейской частью сети[66];

## Социальная деятельность
В 2019 году сеть Azimut Hotels начала сотрудничество с волонтёрской некоммерческой организацией по поиску пропавших людей «Лиза Алерт». Сеть предоставляет конференц-залы для обучающих и просветительских мероприятий поисково-спасательного отряда.
В 2020 году медицинскому персоналу, работавшему над предотвращением распространения COVID-19 в Москве, по согласованию с правительством города было предоставлено бесплатное размещение в трёх гостиницах Azimut Hotels — «Смоленская», «Тульская» и «Олимпик».

### Azimut Art
В 2021 году Аzimut Hotels запустила программу «Azimut Art» в сфере современного искусства. Целью программы заявлено создание точек притяжения за пределами Москвы, взаимодействие со зрителем, переосмысление исторического наследия того или иного региона, подчёркивание уникальности территории через привнесение в неё новые контексты и художественные высказывания.
Первой работой, представленной в рамках программы, стала инсталляция современного российского художника Виктора Полякова, создавшего для отеля Аzimut Сити Отель Смоленская светодинамическую композицию «Кинематика света».
Следующее событие в рамках программы — открытие четырёх объектов современного искусства на территории Azimut Парк Отель Переславль — состоялось 30 ноября. Специально для этой локации поработали сразу несколько художников: Дмитрий Аске («Берегиня»), Марго Трушина («Облачная Река»), Николай Кошелев «Поднебесная орхидея» и архитектурное бюро «Чехарда» («Жирафопаутина»). В течение следующих двух лет появление арт-объектов запланировано в пространствах отелей сети в Москве, Санкт-Петербурге, Геленджике, Мурманске, Переславле и в других городах.

## Награды и премии
Награды и премии, полученные отдельными отелями сети Azimut Hotels, не указаны.
- 2022 — Buying Business Travel Awards (категория «Гостеприимство»)[72]
- 2021 — World Travel Awards (Лучшая гостиничная управляющая компания в России)[50][72]
- 2021 — Национальная гостиничная премия (Лучший сайт отеля)[72]
- 2019 — Russian Hospitality Awards (Девелопер года)[73]
- 2019 — Business Traveller Russia and CIS Awards (Лучшая сеть отелей в России и СНГ)[72]
- 2019 — Buying Business Travel Awards Russia & CiS (Лучший гостиничный бренд средней категории в России и СНГ)[74]
- 2019 — Региональная Программа «Развитие регионов. Лучшее для России 2019» («Лучшая сеть отелей в России» в категории «Туризм и отдых»)[44]
- 2019 — Национальная гостиничная премия (Лучший проморолик)[75].
- 2018 — Buying Business Travel Awards Russia & Cis (Лучший гостиничный бренд средней категории в России и СНГ))[76]
- 2018 — Business Traveller Russia and CIS Awards (Лучшая сеть в России и СНГ)[77]
- 2017 — Business Traveller Russia and CIS Awards (Лучшая сеть в России и СНГ)[77]
- 2016 — Business Traveller Russia and CIS Awards (Лучшая сеть в России и СНГ)[77]
- 2014 — PKF Hotel experts (Самый динамично развивающийся гостиничный бренд в Европе)[78]
- 2013 — Business Travel & MICE Award (Лучшая гостиничная сеть для деловых мероприятий)[25]